# Dobrețu
Dobreţu è un comune della Romania di 1 328 abitanti, ubicato nel distretto di Olt, nella regione storica dell'Oltenia. 
Il comune è formato dall'unione di 3 villaggi:  Curtișoara, Dobrețu, Horezu.